# 上江洲光志
上江洲 光志（うえず こうじ、1995年11月7日 - ）は、沖縄県出身の日本のプロ卓球選手。右シェークドライブ型。東京アート所属。Tリーグは琉球アスティーダ所属。

## 主な戦績
2010年
- 全国中学校体育大会 男子シングルス 5位

2013年
- 愛知県高等学校学年別卓球選手権大会 男子シングルス 優勝

2016年
- 平成27年度全日本卓球選手権大会 男子ダブルス ベスト8 （松下大星ペア）

2018年
- USオープン 男子ダブルス 優勝 （厚谷武志ペア）、混合ダブルス 3位 （宋恵佳ペア）
- 第45回後藤卓球選手権大会 男子シングルス 3位

2019年
- 全日本実業団選手権大会 男子団体 優勝
- 日本卓球リーグ後期秋田大会 男子団体 優勝
- 第53回全日本社会人卓球選手権大会 男子ダブルス 3位 (高木和卓ペア)

2021年
- 前期日本リーグ千葉大会 1部 男子団体 優勝
- 日本卓球リーグ埼玉大会 1部 男子団体 優勝
- 全日本選手権大会(団体の部) 男子団体 優勝
- 日本卓球リーグプレーオフJTTLファイナル4 男子団体 優勝

2023年
- スウェーデンリーグ 1部 男子団体 優勝

2025年
- 第79回全九州卓球選手権大会 男子シングルス 優勝

## 出演
- おきなわHOTeye（2022年12月10日、NHK沖縄）
- OTVニュース （2022年12月20日、沖縄テレビ）
- ウィン♪ウィン （2024年8月17日、沖縄テレビ）
- 水曜日のダウンタウン （2024年10月30日、TBS）
- かまいがち （2025年1月23日、テレビ朝日）